# Никсон Ернандез
Никсон Ернандез (шп. Nixon Hernández; Сан Салвадор, 8. октобар 1997) салвадорски је пливач чија ужа специјалност су спринтерске трке слободним стилом. Национални је првак и рекордер у великим и малим базенима. 

## Спортска каријера
Ернандез је дебитовао за репрезентацију Салвадора на Светском првенству у малим базенима у Хангџоуу 2018, али без неких запаженијих резултата. 
На светским првенствима у великим базенима је први пут пливао у корејском Квангџуу 2019. где је наступио у квалификационим тркама на 50 слободно (74) и 100 слободно (84. место). 